# Dumpventil

Design och funktion för en dumpventil. Till vänster är ventilen stängd. Till höger är ventilen öppen.
1 – Stomme
2 – Fjäder
3 – Ventil
4 – Ventilen är öppen
5 – Utloppsrör
6 – Inloppsrör
7 – Vätske- eller gasflöde
8 – Ventilen är stängd

Dumpventil är en avlastningsventil för ett turboaggregat. 

## Teknik och funktion

### Teknik
När gasspjället stängs på en turbomotor, exempelvis vid växling, så bildas ett högre tryck i insugsröret mellan turboaggregatets rotor och gasspjället. Det sker eftersom turboaggregatets rotor och turbin behöver en viss tid för att varva ner eller upp och fortsätter att pressa luft mot gasspjället även om det är stängt och hindrar luften att komma in i motorn.
Dumpventilen öppnas med hjälp av det undertryck som bildas mellan gasspjället och motorn vid gassläpp, dumpventilen stängs så fort gasspjället har öppnats igen.

### Funktion
Med stängt gasspjäll utan dumpventil är luftens enda väg att gå baklänges tillbaka genom turboaggregatet vilket i sin tur kan innebära hög belastning på turboaggregatets rotorblad med högt slitage, eventuellt skador och minskat turbin- och rotorvarv som följd.
Avsikten med dumpventilens funktion är således att bibehålla varv på turbin och rotor och även skydda turboaggregatet, samt att undvika så kallad "pumpning" i kompressordelen.

## Olika typer av dumpventiler
Återcirkulerande dumpventil - Den återcirkulerar övertrycket och skickar den tillbaka in i systemet. Nästan alla originalventiler är av denna typ och motorerna är oftast inställda från fabrik för att återcirkulera luften. 
Atmosfärisk dumpventil - Den släpper övertrycket ut i luften och åstadkommer det karaktäristiska dumpljudet som många eftersträvar. Bilar med känsliga luftmassemätare kan få för fet blandning med öppen dump, vilket i sin tur kan leda till att katalysatorn går sönder. Även lambdasonden kan få skador. 
Hybriddumpventil - GFB Hybrid har två utlopp, ett återcirkulerande och ett atmosfäriskt. Resultatet blir att ungefär hälften av luften återcirkuleras, samtidigt som resten dumpas ut i luften. Hybridtekniken är speciellt utvecklad för turbomotorer med luftmassemätare, vilket i stort sett alla turbobilar i dag är utrustade med. Dessa motorer har styrsystem som förväntar sig att luften som en gång mätts upp av luftmassemätaren ska finnas kvar i systemet. Med hybridtekniken elimineras i många fall symptomen som en helt atmosfärisk dumpventil kan ge. 
Stealthdumpventil - Stealth är en teknik som grundar sig i Hybriddumpventilen, men är steglöst ställbar mellan atmosfärisk, hybrid eller återcirkulerande. 

## Övrigt
Dumpventil förväxlas ofta med wastegate. En wastegate har dock en helt annan funktion än en dumpventil. 